# Satz von Banach-Steinhaus
Der Satz von Banach-Steinhaus ist eines der fundamentalen Ergebnisse der Funktionalanalysis, einem der Teilgebiete der Mathematik. In der Literatur werden häufig drei verschiedene, aber miteinander verwandte Sätze als Satz von Banach-Steinhaus bezeichnet. Die abstrakteste Fassung ist auch als Prinzip der gleichmäßigen Beschränktheit oder (uniform boundedness principle) bekannt, welches seinerseits aus dem Satz von Osgood folgt. Die beiden anderen Fassungen sind Folgerungen aus diesem. Ebenso wie der Satz über die offene Abbildung beruhen diese Sätze auf dem berühmten Kategoriensatz von Baire. Zusammen mit dem Satz von Hahn-Banach gelten all diese Sätze als Eckpfeiler des Gebiets.
Hugo Steinhaus und Stefan Banach veröffentlichten den Satz 1927. Er wurde jedoch unabhängig davon auch von Hans Hahn bewiesen. Er findet sich aber schon im Wesentlichen 1912 bei Eduard Helly.

## Satz von Banach-Steinhaus
Seien {\displaystyle X} und  {\displaystyle Y} Banachräume und {\displaystyle (T_{n})_{n\in \mathbb {N} }}   mit {\displaystyle T_{n}\colon X\to Y}   {\displaystyle (n\in \mathbb {N} )}  eine Folge stetiger linearer Operatoren.
Dann gilt:
{\displaystyle (T_{n})_{n\in \mathbb {N} }} konvergiert punktweise gegen einen stetigen linearen Operator genau dann, wenn die beiden nachstehenden Bedingungen erfüllt sind:
1. Die Operatornormenfolge {\displaystyle (\|T_{n}\|)_{n\in \mathbb {N} }} ist eine beschränkte Folge innerhalb der reellen Zahlen.
2. Es existiert in   {\displaystyle X} eine dichte Teilmenge {\displaystyle X_{0}\subseteq X}, so dass für jedes {\displaystyle x_{0}\in X_{0}} die Folge {\displaystyle ({T_{n}}x_{0})_{n\in \mathbb {N} }} innerhalb {\displaystyle Y} konvergiert.

## Satz von Banach-Steinhaus (Variante)
Sei {\displaystyle X} ein Banachraum, {\displaystyle Y} ein normierter Raum und {\displaystyle (T_{n})_{n\in \mathbb {N} }}   mit {\displaystyle T_{n}\colon X\to Y}   {\displaystyle (n\in \mathbb {N} )} eine Folge stetiger linearer Operatoren.
Dann gilt:
Falls {\displaystyle (T_{n})_{n\in \mathbb {N} }} punktweise konvergiert, so definiert {\displaystyle Tx:=\lim _{n\rightarrow \infty }{T_{n}}x}   {\displaystyle (x\in X)} einen stetigen linearen Operator {\displaystyle T:X\rightarrow Y} und es gilt {\displaystyle \left\|T\right\|\leq \liminf _{n\rightarrow \infty }{\left\|T_{n}\right\|}\leq \sup _{n\in \mathbb {N} }{\left\|T_{n}\right\|}<\infty .}

## Prinzip der gleichmäßigen Beschränktheit
Sei {\displaystyle X} ein Banachraum, {\displaystyle N} ein normierter Vektorraum und {\displaystyle F} eine Familie stetiger, linearer Operatoren von {\displaystyle X} nach {\displaystyle N}.
Dann folgt aus der punktweisen Beschränktheit
{\displaystyle \sup \left\{\,\|T(x)\|:T\in F\,\right\}<\infty } für alle {\displaystyle x\in X}
die gleichmäßige Beschränktheit
{\displaystyle \sup \left\{\,\|T\|:T\in F\;\right\}<\infty .}

### Beweis des Prinzips der gleichmäßigen Beschränktheit
Setze {\displaystyle X_{n}:=\left\{x\in X\mid \forall {T\in F:}~\|T(x)\|\leq n\right\}} für {\displaystyle n\in \mathbb {N} }. Diese Mengen sind abgeschlossen ({\displaystyle X_{n}=\bigcap _{T\in F}{\|T(~\cdot ~)\|}^{-1}([0,n])}), da die {\displaystyle T} stetig sind. Nach Annahme gilt {\displaystyle X\subseteq \bigcup _{n\in \mathbb {N} }X_{n}}. 
Nach dem Satz von Baire enthält eine diese Mengen eine offene Kugel {\displaystyle {\mathcal {B}}_{\delta }(x_{0})\subseteq X_{N}}.
Da {\displaystyle X_{N}} symmetrisch ist, gilt dasselbe für {\displaystyle -x_{0}}.
Ist nun {\displaystyle \|x\|\leq \delta }, gilt {\displaystyle x={\frac {1}{2}}\left((x+x_{0})+(x+(-x_{0}))\right)\in {\frac {1}{2}}\left(X_{N}+X_{N}\right)\subseteq X_{N}}, wobei die letzte Teilmengenrelation aus der Konvexität von {\displaystyle X_{N}} folgt.
Somit ist {\displaystyle \|T\|\leq {\tfrac {N}{\delta }}} für alle {\displaystyle T\in F}, sodass {\displaystyle {\tfrac {N}{\delta }}} eine gleichmäßige Schranke für die Menge {\displaystyle F} ist.

### Folgerungen
- Jede schwach konvergente Folge eines normierten Vektorraums ist beschränkt.
- Eine bilineare Abbildung {\displaystyle B:X\times Y\to Z} auf Banachräumen {\displaystyle X,Y} ist stetig genau dann wenn die Abbildungen {\displaystyle x\mapsto B(x,y)} für alle {\displaystyle y\in Y} und {\displaystyle y\mapsto B(x,y)} für alle {\displaystyle x\in X} stetig sind.

## Verallgemeinerungen

### Für lineare Operatoren auf tonnelierten Räumen
Die allgemeine Form des Satzes gilt für tonnelierte Räume:
Ist {\displaystyle X} ein tonnelierter Raum, {\displaystyle Y} ein lokalkonvexer Raum, so gilt: Jede Familie punktweise beschränkter, stetiger, linearer Operatoren von {\displaystyle X}   nach {\displaystyle Y}  ist gleichgradig stetig (sogar gleichmäßig gleichgradig stetig).
Die tonnelierten Räume sind gerade diejenigen lokalkonvexen Räume, in denen der Satz von Banach-Steinhaus gilt.

### Für stetige reellwertige Funktionen auf vollständigen metrischen Räumen
Bei Hirzebruch-Scharlau findet man die folgende sehr allgemeine Version des Beschränktheitprinzips im Kontext der vollständigen metrische Räume:
Gegeben sei ein vollständiger metrischer Raum {\displaystyle (X,d)} und weiter eine Familie {\displaystyle {\mathcal {F}}=(f_{i})_{i\in I}}   von stetigen reellwertigen Funktionen
{\displaystyle f_{i}\colon (X,d)\to \mathbb {R} \;\;(i\in I)}  ,
welche punktweise gleichmäßig nach oben beschränkt sei:
{\displaystyle \sup _{i\in I}{f_{i}(x)}<\infty \;\;(x\in X)}  .
Dann gibt es in {\displaystyle (X,d)} eine nicht-leere offene Teilmenge {\displaystyle U} derart, dass die Familie {\displaystyle {\mathcal {F}}{\upharpoonright U}={({f_{i}}{\upharpoonright }U)}_{i\in I}}  der auf {\displaystyle U} eingeschränkten Funktionen sogar gleichmäßig nach oben beschränkt ist, also der Bedingung
{\displaystyle \sup _{i\in I\;,\;u\in U}{f_{i}(u)}<\infty } 
genügt.

### Für stetige reellwertige Funktionen auf topologischen Räumen
Es existiert darüber hinaus eine sehr weit reichende Verallgemeinerung für stetige reellwertige Funktionen auf beliebigen topologischen Räumen. Diese ist Inhalt des Satzes von Osgood in der Funktionalanalysis.